# Wretch
Jermaine Scott, bedre kendt som Wretch, er en grime-rapper fra Storbritannien.

## Diskografi
- 2008: Wretchrospective
- 2011: Black and White
- 2016: Growing Over Life
- 2017: FR32
- 2019: Upon Reflection
- 2021: little BIG Man